# El inventor de juegos
El inventor de juegos es una novela escrita por Pablo de Santis y publicada en noviembre de 2003. La misma se divide en tres partes: "El ganador del concurso", "ZYL" y "La Compañía de los Juegos profundos". Fue editada por primera vez por la Editorial Alfaguara, en la Sección Roja de literatura para adultos. El libro fue llevado al cine en la película homónima de 2014. La historia continúa en las novelas El juego del laberinto (2011) y El juego de la nieve (2016).

## Sinopsis
Iván Drago de niño visita un parque de juegos en el cual gana un cómic que lo lleva a despertar su afición por la invención de juegos, haciendo así que este entre a un concurso de diseño de juegos auspiciado por la compañía de juegos profundos, luego de haber pasado meses sin recibir respuesta alguna del concurso le llega un sobre, después de abrir este sobre y encontrarse con la figurita de la fábrica de juegos, Drago toma un drástico e inesperado giro, haciendo así que este pierda a sus padres en un accidente de globos aerostáticos y como consecuencia se mude a vivir con su tía quien lo mete en una escuela que lleva siglos hundiéndose.
Iván Drago se encuentra con una nueva ciudad, casa, escuela, compañeros y por supuesto nuevos líos. Al transcurrir nada más que días en su nueva vida, Iván Drago se ve envuelto en una aventura llena de misterios, viajes a lugares inexplicables y hechos algo alocados.

## Personajes principales
- Iván Drago: protagonista
- Morodian: antagonista de Iván Drago.

## Resumen

### Primera parte: El ganador del concurso.
Cuando Iván cumple siete años, sus padres lo llevan al parque de diversiones, en el cual Iván no se quería subir a ningún juego. Entonces su padre lo lleva a un juego de puntería. Pero no acierta ningún tiro. Como premio de consuelo le dan una vieja revista de cómics llamada "Las Aventuras de Víctor Jade". Al final de la revista hay un aviso que dice que la Compañía de Juegos Profundos organiza un concurso para elegir el mejor juego del mundo, pero no figura el premio. Iván decide probar suerte y crea un juego que consiste en una hoja en blanco y un lápiz. Las instrucciones del juego son muy sencillas: cada jugador debe anotar las cosas que desea para su futuro, pero debe ser sincero, si no, pierde. A los quince días de enviado el juego, le llega una carta donde dice que fue seleccionado el suyo junto con otros 10.000 y recibe un tatuaje el cual se pone.
Cuando cumplió doce años, sus padres no estaban de acuerdo con su tatuaje. Pero no pudieron quitárselo porque estaba impregnado en su piel como tinta. Sus padres empiezan a tomar unas clases para aprender a navegar en globo aerostático. Poco tiempo después Iván, mientras jugaba, rompe una estatua de su mamá Entonces decide esconderla. 
Cuando su mamá la encontró, se enojó con Iván y ambos tuvieron una fuerte pelea. Después de eso ella le prohíbe ir al concurso de aeronavegación en el que participaban sus padres, donde terminan desapareciendo en una tormenta. Iván se ve obligado a vivir con su tía Elena, quien decide cambiarlo al Colegio Possum.

#### Colegio e infancia
La tía Elena era todo lo contrario a la mamá de Iván, cuando ella se da cuenta de que Iván baja sus calificaciones considera que lo mejor es enviar a su sobrino Iván al colegio Possum. Este colegio presenta una interesante característica arquitectónica: como fue construido en un terreno pantanoso,el edificio contaba con 10 pisos, de los cuales 4 estánban hundidos en la tierra. La causa de esto es la siguiente: como en esa escuela los finales de cualquier cosa eran mal vistos, los alumnos se aburrían a más no poder y dejaban caer su cabeza contra el pupitre, por eso el colegio se hunde tan paulatinamente. Un día se encuentra con una chica que le decían la niña invisible, porque jugaba tan bien al "Amigo Invisible" que no la encontraban. Su director, Dante Possum, alentaba constantemente a sus alumnos a faltar. Para que la escuela no terminara en hundirse tan rápidamente....
Un día, Iván encuentra en la calle un televisor en blanco y negro. Cuando quiso ver un programa en el televisor, no encontró nada. Entonces, llama a la compañía del televisor y le dicen que a las diez de la noche se transmite un programa de origen desconocido, desde una antena ajena a los productores. este programa era "Lucha Sin Fin" y que si no pasaba nada al sintonizar el canal, le tenía que dar dos golpes al televisor a la derecha. 
Una mañana, la tía Elena es avisada por el director de que Iván insitaba a los niños a pelearse en el recreo. Ella descubre y le quita el televisor a Iván.Iván, enojado idea un plan con su amiga una manera de hundir el colegio. Para hacerlo, se dirigen a la biblioteca y toman un libro que indica cuáles son las zonas donde no debe acumularse demasiado peso. Entonces organizan una búsqueda del tesoro, tradición del colegio Possum. Colocan el "tesoro" (el televisor en blanco y negro) en un aula clausurada del sexto piso, la zona más peligrosa de todo el edificio. Luego de colocar las pistas y comenzar el evento, rapidamente se decifra el lugar del tesoro, y al estar tantos niños en la zona mas debil del edificio este colapsa.Para su 
fortuna Iván sale ileso.Su tia le informa que no podra cuidar de el, y lo manda en tren a Zyl, a vivir con su abuelo.

### Segunda parte: Zyl.
Zyl es la ciudad de los juegos en esta historia. Allí vive Nicolás Dragó, quien se dedica a la elaboración de rompecabezas. Los primeros días de su estadía en Zyl los utiliza para explorar el lugar. Conoce a Lagos y Ríos, llamados "Los Acuáticos". Ríos tiene un problema de coordinación visual, por eso debe usar un parche en el ojo para ver mejor. 

#### La historia de Morodian
Días más tarde, de ir con su abuelo, se entera de quién es Morodian, el director de la Compañía de los Juegos Profundos y por qué quiere destruir Zyl. La historia es la siguiente: Justo Morodian, el padre de Morodian era malo para la elaboración de juegos, por eso, Aab, el fundador de Zyl, le encarga cuidar el Laberinto, la mayor atracción turística del lugar. Pero Justo tenía demasiado débil la salud y no podía cuidar el Laberinto, dado que se perdía frecuentemente. Una noche de tormenta termina perdiéndose definitivamente, y no regresa más. Morodian siempre acusó a Aab de haberlo matado. Una vez, hubo un concurso de juegos. Morodian participó, pero perdió, y eso le bastó para marcharse y fundar la Compañía de los Juegos Profundos. Al partir, robó una pieza del rompecabezas del mapa de Zyl, esta pieza es una esquina de la ciudad, justo la pieza que indicaba dónde vivía él. Ese es el símbolo de su compañía, la pieza robada.

#### El niño ganador.
Un día corrió la noticia de que se organizaría un concurso de juegos en Zyl. Iván sospechaba de que Krebs era ayudado por Morodian, hipótesis que  siendo cierta. Iván, trabajaba en un juego bastante complejo, llamado "la casa embrujada", lleno de mecanismos complicados. Una tarde al volver de la escuela, encontró todo destrozado. Lo malo era que no lo podría reparar, dado que el concurso era al día siguiente. En el concurso, todos los juegos resultaron un auténtico desastre, menos el de Krebs. Cuando éste terminó su explicación, entró Iván, con las manos vacías aparentemente, pero con una perinola en el bolsillo. Finalmente, terminó venciendo a Krebs. El premio era una visita al Cerebro mágico, un autómata que puede responder las preguntas mediante apagar y encender unas luces. Él le pregunta si debe o no ir a buscar a Morodian, y el Cerebro le da una respuesta bastante ambigua: las luces no paran de encenderse y apagarce,  hasta que el muñeco se rompe porque no tendía una respuesta correcta.Al final el cerebro mágico empieza a incendiarse haciendo que Iván y los acuáticos salieran de ahí después Iván, cual era la respuesta pero Ríos y Lagos no le pueden contestar ya que ellos no entendieron lo que el cerebro mágico intento decir entonces Iván toma la decisión de ir a averiguar todas su dudas a la fábrica de juegos profundos.

#### El laberinto.
Iván decidió tomar un camion hacia la casa de su tía pero al enterarse de que el tren se retasará dos horas entonces él decide ir a ver el laberinto en lugar de ir a la casa de su abuelo. Iván tenía memorizado el mapa de Zyl así que ignorando los carteles que indicaban un mal camino hacia el laberinto, entró solo dos pasos por miedo a extraviarse, al escuchar ruidos extraños y sentir un nauseabundo olor dio media vuelta para poder salir pero ya no había vuelta atrás la salida había desaparecido por completo, quiso subirse a un árbol cercano para poder ver la salida pero la rama se rompió. Unos segundos después empezó a sentir cómo el tren arribaba, empezaba a llorar, tenía hambre, varios minutos después él empezó a oír el ruido de un motor así que empezó a seguirlo. Enseguida escuchó a alguien decir: vamos que se hace tarde... 
Iván se encontró con una camioneta. El conductor lo invitó a subir. Así comenzó su viaje a la Compañía de Juegos Profundos.

## Película
The Games Maker ó también conocido con el nombre del libro El Inventor de Juegos es un film creado íntegramente en Argentina por el director de cine Juan Pablo Buscarini. Es uno de los proyectos más ambiciosos que se han realizado en el país. Cuenta con un presupuesto aproximado de 6 millones de dólares, coproducción de Canadá e Italia, y equipo técnico internacional. El elenco de la película se completa con David Mazouz, los estadounidenses Ed Asner y Tom Cavanagh, la italiana Valentina Lodovini, y los argentinos Alejandro Awada y Vando Villamil. Filmada en su totalidad en estereoscopía, de la mano de los estereógrafos Francis Hanneman y Sebastián Tolosa, expertos en la tecnología utilizada para crear películas en 3D. Estrenada en toda Latinoamérica, una cosa es de que no tiene mucha similitud con la historia del libro.